# جزيرة بالترا
جزيرة بالترا هي جزيرة صغيرة من جزر أرخبيل غالاباغوس المعروفة أيضا باسم سيمور الجنوبية (سميت على اسم ملك هيو سيمور) ، وبالترا هي جزيرة صغيرة مسطحة تقع بالقرب من مركز جزر جلاباجوس . وقد أنشئت من قبل الرفع الجيولوجي وهي جزيرة قاحلة والغطاء النابتي يتكون من القطف و شجرة باولو سانتو .

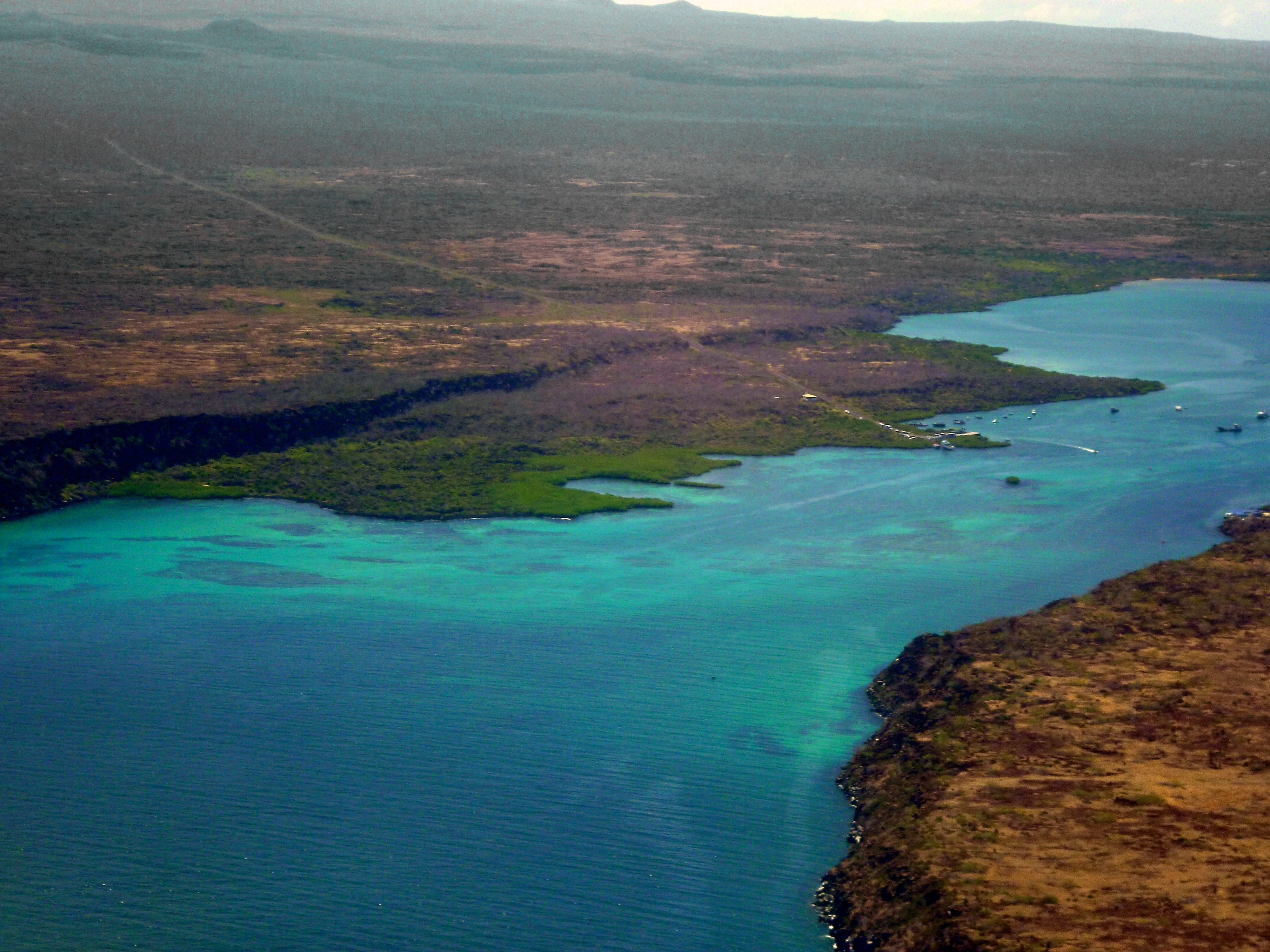

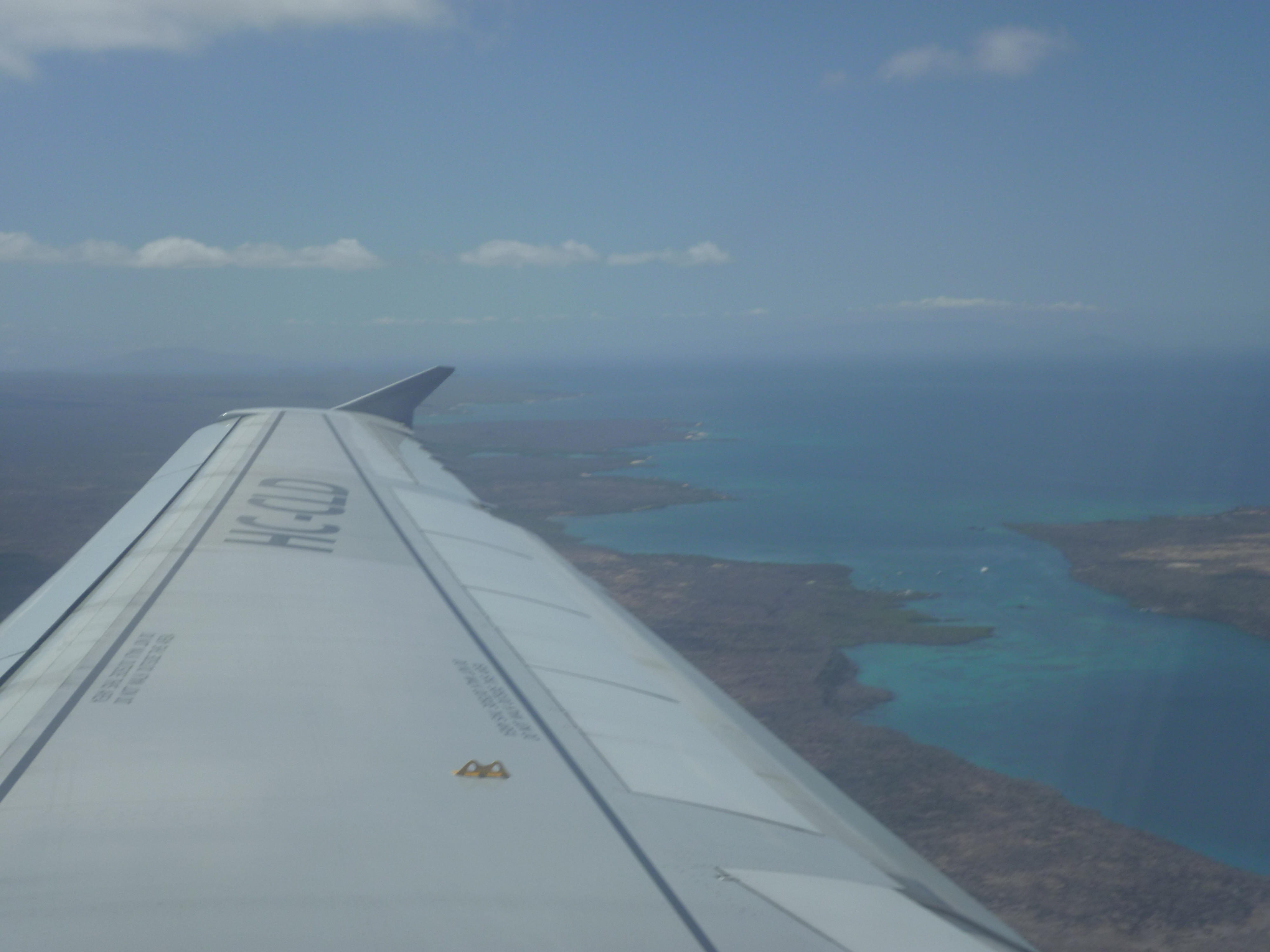

## الحياة البرية
- جزيرة بالترا هي حاليا ضمن حدود الحظيرة الوطنية لغلاباغوس ، وهي تعتبر أرض إغوانة غلاباغوس والتي هي موضوع حملة إدخالها إلى جزيرة بالترا بعد إنقارضها عام 1954 ، ومع ذلك فإنا الكابتن أحضر الإغوانات من جزيرة سيمور الشمالية وهي جزيرة تبعد عنها بضعة مئات من الأمتار من جزيرة بالترا، ونجت الإغوانة وأصبح مشروع لنجاح برنامج محطة بحوث جيمس داروين لتربية الإغوانا في الأسر، وفي عام 1997 أحصى العلماء حوالي 97 إغوانة من 13 مولودة في الجزيرة وهو مايؤكد نجاح المشروع .
- حاليا، وبعد ازدياد أعداد الإغوانات في الجزيرة نلاحظ في فترات تواجد الإغوانات في المطار الموجود في جنوب الجزيرة .

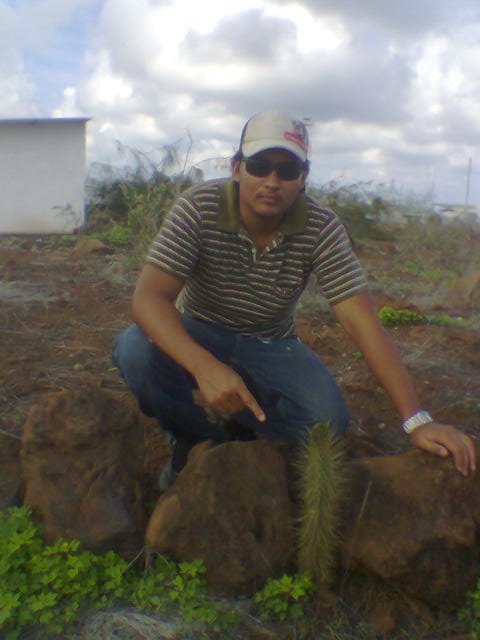
نباتات بالترا
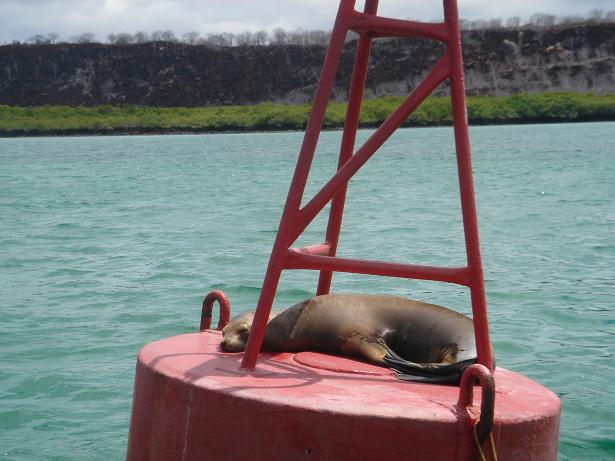
فقمة تتواجد بالقرب من الجزيرة
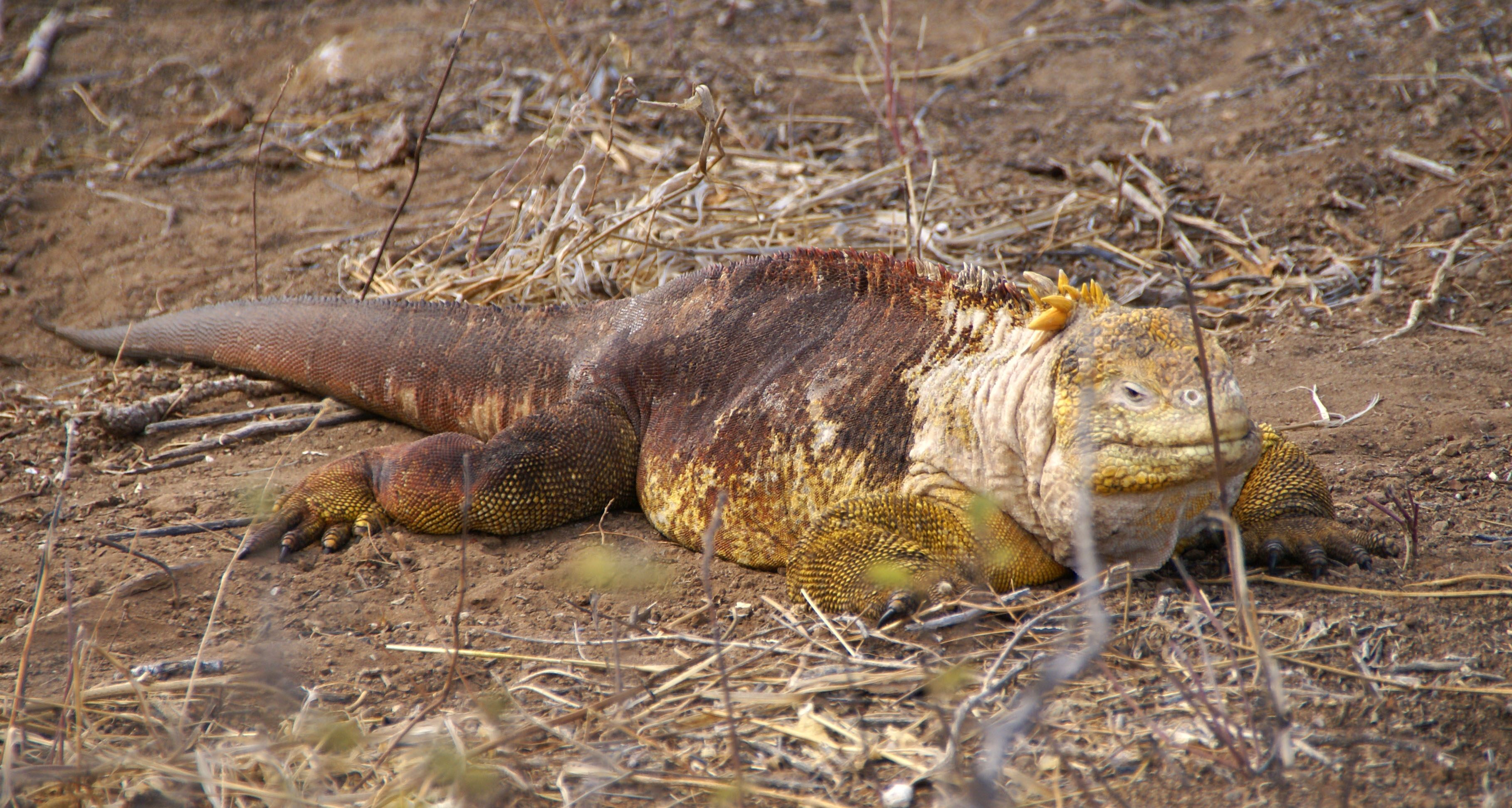
الإغوانا غالاباغوس